# سان‌شاین بویز
سان‌شاین بویز (انگلیسی: The Sunshine Boys) یک فیلم کمدی به کارگردانی جان ارمن است که در سال ۱۹۹۶ منتشر شد.
این فیلم برپایهٔ نمایش‌نامه‌ای به همین نام اثرِ نیل سایمون ساخته شده‌است و موضوعش دربارهٔ یک کمدین و زوجِ هنریِ وودویل است که نامِ گروهشان «لوئیس و کلارک» ملقب به «سان‌شاین بویز» است و پس از ۴۳ سال فعالیت هنری مشترک در اثر اختلافاتی، با دلخوری و دل‌چرکینی از هم جدا می‌شوند و پس از ۱۱ سال به تشویق و دعوت یک شبکهٔ مهم رسانه‌ای، بازمی‌گردند تا با اجرایی جدید در کنار هم، خاطرات روزهای پرفروغِ فعالیت‌شان را زنده کنند.

## بازیگران
- وودی آلن در نقش «ویلی کلارک»
- پیتر فالک در نقش «ال لوئیس»
- سارا جسیکا پارکر در نقش «نانسی کلارک»
- لیو شرایبر در نقش «ریکی گرگ»
- مایکل مک‌کین در نقش «اسکات گروگان»
- ووپی گلدبرگ در نقش «پرستار»
- ادی فالکو